# Archidiecezja Corrientes
Archidiecezja Corrientes (łac. Archidioecesis Corrientensis) – archidiecezja Kościoła rzymskokatolickiego w Argentynie. Jest główną diecezją metropolii Corrientes. Została erygowana 21 stycznia 1910, zaś 10 kwietnia 1961 została podniesiona do rangi metropolii. 3 lipca 1979 utraciła część terytorium na rzecz nowo utworzonej diecezji Santo Tomé.